# Jalal Jayed
Jalal Jayed (* 23. März 1987) ist ein marokkanischer Fußballschiedsrichter.
Seit 2019 steht Jayed auf der Liste der FIFA-Schiedsrichter und leitet internationale Fußballpartien.
Beim Afrika-Cup 2024 in der Elfenbeinküste leitete Jayed ein Spiel in der Gruppenphase. Zudem war er beim U-20-Afrika-Cup 2023 in Ägypten und beim U-23-Afrika-Cup 2023 in Marokko im Einsatz.